# Love Game/Vangelis 1492
A Love Game/Vangelis 1492 Kovács Kati huszonkettedik albuma, az első saját kiadásában megjelent lemeze.
Legismertebb dala az 1492, mely Vangelis A Paradicsom meghódítása c. művére írt magyar szöveggel készült.
A lemezen a kis számú új felvétel mellett régebbi slágerek, ill. feldolgozások is hallhatóak (A festő és a fecskék, Add már, uram, az esőt {angolul}, Volt egy régi nyár, Adagio, Jobb ez így nekem).
A Kiabálj rám az 1988-as Tessék választani!-n nyert első díjat.
A Vangelis 1492 c. alkotás hozta vissza az énekesnőt a zenei körforgásba, ismét új slágere lett, az emberek, köztük rengeteg fiatal is egyre inkább újra kezdett iránta érdeklődni. Országos sláger lett a dalból, sőt, a határon túli magyarok között is népszerű lett. Újra egyre többet lehetett látni a televízióban, sőt, az új dalt kereskedelmi rádiók is játszották.
Az album zenei kísérője egy személyben Koncz Tibor, szintetizátoron, kivéve a Hová tűnik el a csillag c. dalt, melyben a Magyar Rádió Vonós Tánczenekara, és a Kiabálj rám címűt, melyben Lerch István (billentyűs hangszerek) a kísérő.

## Dalok
1. Vangelis 1492 (Vangelis–Kovács Kati) (1995)
2. Az én hazám (Koncz Tibor–Szenes Iván) (1996)
3. A festő és a fecskék (Schöck Ottó–Sztevanovity Dusán) (1996)
4. Hová tűnik el a csillag? (Koncz Tibor–Szenes Iván) (1974)
5. Hány példányban kéne ahhoz élnem? (Koncz Tibor–Szenes Iván) (1987)
6. Színház az életem (Anderson–Kovács Kati) (1996)
7. Jobb ez így nekem (Koncz Tibor–Szenes Iván) (1992)
8. Kiabálj rám (Lerch István–Demjén Ferenc) (1988)
9. Adagio (Albinoni–Szécsi Pál) (1996)
10. Ave Maria (Schubert–Kovács Kati) (1996)
11. Volt egy régi nyár (Koncz Tibor–S.Nagy István) (1996)
12. Add már, uram, az esőt /The wind is blowing West/ (Koncz Tibor–Szenes Iván)
13. Nosztalgia házibuli (Koncz Tibor–Kovács Kati) (1989)
14. Love Game – Veled bármikor, szívesen (Joe South–Kovács Kati) (1995)
15. Nélküled (Tom Ewans–Kovács Kati) (1996)
16. Vangelis 1492 (Karaoke verzió)
17. Bye, Bye Love (B.Bryant–F.Bryant–Kovács Kati) (1996)
18. Valaki kell még ma éjjel (Farrar–Kovács Kati) (1996)

## Klip
A Vangelis 1492 c. dalból videóklip készült.